# Periphery V: Djent Is Not A Genre
Albums de Periphery
Periphery IV: Hail Stan
(2019)
Singles
1. Wildfire
Sortie : 12 janvier 2023
2. Zagreus
Sortie : 12 janvier 2023
3. Atropos
Sortie : 16 février 2023

Periphery V: Djent Is Not A Genre est le septième album du groupe de metal progressif américain Periphery, sorti le 10 mars 2023 sous le label du groupe, 3DOT Recordings,,.

## Liste des titres
| 1.    | Wildfire            | 7:05  |
| 2.    | Atropos             | 8:23  |
| 3.    | Wax Wings           | 7:26  |
| 4.    | Everything Is Fine! | 5:07  |
| 5.    | Silhouette          | 4:51  |
| 6.    | Dying Star          | 5:17  |
| 7.    | Zagreus             | 8:19  |
| 8.    | Dracul Gras         | 12:21 |
| 9.    | Thanks Nobuo        | 11:16 |
| 70:05 |                     |       |